# ЛКС (Лодз)
ЛКС (на полски: Łódzki Klub Sportowy) е полски футболен клуб от град Лодз, Полша.

## История
Клубът е създаден през 1908 г.
Един от учредителите на Полската лига през 1927 година.
Състезава се в Екстракласа, висшата лига на Полша.
Домакинските си мачове играе на „Градския стадион“ в Лодз с капацитет 5700 зрители.
Двукратен шампион на Полша през 1958 и 1998 години.
Носител на купата на Полша през 1957 година.
През 2009 заради финансови проблеми е изхвърлен в Първа лига. През 2012/13 ЛКС обявява финансов банкрут и е снет от участие в Първа лига след 22 кръг.
Участник в шампионата на Руската империя през 1913 година.

## Предишни имена
| Години      | Име             |
| ----------- | --------------- |
| 1908 – 1909 | „Лодзянка“      |
| 1909 – 1940 | „ЛКС“ Лодз      |
| 1940 – 1945 | „ЛКС“ Лицманщад |
| 1945 – 1949 | „ЛКС“ Лодз      |
| 1949 – 1955 | „ЛКС-Влокняж“   |
| 1956 – 1996 | „ЛКС“           |
| 1996 – 2001 | „ЛКС-Птак“      |
| от 2001     | „ЛКС“           |

## Успехи
- Екстракласа:
  -  Шампион (2): 1958, 1997/98
  -  Второ място (1): 1954
  -  Трето място (3): 1922, 1957, 1992/93

- Купа на Полша:
  -  Носител (1): 1956/57
  -  Финалист (2): 1993/94

- Суперкупа на Полша:
  -  Финалист (2): 1994, 1998

- I Лига на Полша:
  -  Шампион (1): 2010/11

## Известни играчи
- Павел Брожек
- Ваан Геворгян
- Кажимеж Дейна
- Еди Домбрайе
- Младен Кашчелан
- Марцин Ковалчик
- Владислав Крул
- Лукаш Мадей
- Константин Махновский
- Агван Папикян
- Ян Томашевски
- Евертон
- Паулиньо
- Ярослав Бако

## Български футболисти
- Светослав Бърканичков: 2005 (12 мача - 1 гол)